# Carex (modelautomerk)

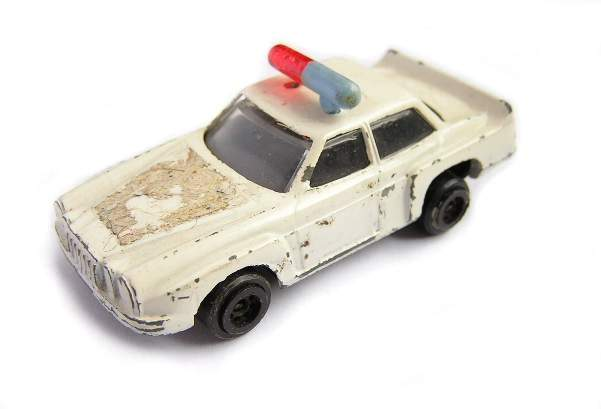
Jaguar XJ door Carex

Carex (Carex Przedsiebiorstwo Zagraniczne w Polsce ul, ofwel Carex Internationale Onderneming) was een Pools modelautomerk, dat zijn producten in Warschau maakte.
Het maakte tussen 1983 en 1991 modelauto's uit metaal die ietwat lijken op die van het Italiaanse B.G.M.. De modellen hebben echter afwijkende wielen en ook de modellen zelf zijn van geheel andere modellen. Op dit moment bekend zijn:
- Jaguar XJ
- Jaguar XJ Racing
- Porsche 911
- Porsche Carrera
- Ferrari 365 GTB/4
- Volvo 760
- Lancia Gama

Abrex ·
Action ·
Agat ·
AHC Models ·
Amalgam ·
AWM ·
Apek ·
Artitec ·
Aurometal ·
Autoart ·
B-A-C ·
Bandai ·
Barlux ·
Best box ·
Bburago ·
BGM ·
Biante ·
Blue Box ·
Brami ·
Brekina ·
Britains ·
Buby ·
Budgie ·
Bymo ·
Cararama ·
Carex ·
Carisma ·
Carson ·
Charbens ·
Champion ·
CM's ·
Compact Specials Europe ·
Conrad ·
Corgi ·
Darda ·
DeAgostini ·
De Backer ·
Diamond Label ·
Dinky Toys ·
Doorkey ·
Edocar ·
Efsi ·
Eko ·
Elekon ·
Eligor ·
Ellas ·
ERTL ·
Espewe ·
Estetyka ·
Exoto ·
Faller ·
Galgo ·
Gama ·
Gasquy ·
Gisima ·
GMP ·
Greenlight ·
Grell ·
Guiloy ·
Guisval ·
Hasegawa ·
Herpa ·
Highspeed ·
Holland Oto ·
Hongwell ·
Hot Wheels ·
Husky ·
Igra ·
Italeri ·
J.M.K. ·
Jada Toys ·
Joal ·
Johnny Lightning ·
Jouef ·
Joy city ·
Kaden ·
KEES ·
Kenner ·
Kentoys ·
Konami ·
KOVAP ·
Kyosho ·
LEGO ·
Lesney ·
Limocars ·
Lion Toys ·
Lledo ·
Lone Star ·
Maisto ·
Majorette ·
Märklin ·
Marx ·
Matchbox ·
Mebetoys ·
Mercury ·
Metchy ·
Miho ·
Miniauto ·
MiniChamps ·
Mira ·
Monogram ·
Monti System ·
Morestone ·
MotorMax ·
Muky ·
Neo Scale Models ·
New Ray ·
Norev ·
Norscot ·
Novoexport ·
NZG ·
Onyx ·
Oxford Diecast ·
Permot ·
Pilen ·
Pioneer ·
Plasticart ·
Playart ·
Pocher ·
Poliguri ·
Polistil ·
Politoys ·
Portegies ·
Premium Classixxs ·
Racing Champions ·
Radon ·
Rainbow Toys ·
R.A.M.I. ·
Realtoy ·
Real-X ·
Redbox ·
REI ·
Replicars ·
Retro 43 ·
Revell ·
Rietze ·
Rivarossi ·
Road Signature ·
Roco ·
Ros ·
RW Modell ·
Sablon ·
Safir ·
Schabak ·
Schuco ·
SEBA ·
Septoy ·
Shelby Collectables ·
SIKU ·
Směr ·
Solido ·
Spark ·
Speedy ·
Summer ·
Tamiya ·
Tantal ·
Tekno ·
Tematoys ·
Tin Toys ·
Tomica ·
Tonka ·
Tootsietoy ·
Tuf Tots ·
Universal Hobbies ·
Valvoline ·
Vemi ·
Welly ·
Wiking ·
Winner ·
Wörlein ·
WSI ·
X-concepts ·
Yatming ·
Yaxon ·
Yow Modellini ·
Zee toys ·
Zylmex